# Ludwik Czugała
Ludwik Czugała (ur. 17 sierpnia 1904 w Sitańcu w powiecie zamojskim, zm. 29 maja 1951 w Dominiczynie w powiecie włodawskim) – nauczyciel, działacz oświatowy, od 1946 do 1950 przewodniczący Wojewódzkiej Rady Narodowej w Lublinie.

## Życiorys
Syn Franciszka. W 1926, po ukończeniu seminarium nauczycielskiego w Szczebrzeszynie został nauczycielem w szkole powszechnej w Czemiernikach w powiecie lubartowskim. Działacz Związku Polskiego Nauczycielstwa Szkół Powszechnych (później ZNP). 1931–1932 uczęszczał na Wyższy Kurs Nauczycielski w Poznaniu. 1937–1938 studiował zaocznie na wydziale pedagogicznym Wolnej Wszechnicy Polskiej, następnie nauczał w szkole powszechnej w kolonii Majdan-Grabina w powiecie Janów Lubelski. Od 1940 członek ZWZ, a 1942 BCh. Organizator BCh w rejonie Ostrowa Lubelskiego, komendant garnizonu BCh w Ostrowie i członek powiatowego kierownictwa BCh Lubartów. Po nawiązaniu łączności z GL i PPR na początku 1944 współorganizował konspiracyjną Wojewódzką Radę Narodową (WRN) w Lublinie; uczestnik jej pierwszego posiedzenia 18 lutego 1944 w Rudce Kijańskiej, na którym został członkiem Prezydium WRN. Od 12 sierpnia 1944 członek PPR i AL; podległy mu garnizon BCh został wówczas włączony w skład AL. Wkrótce został przewodniczącym WRN w Lublinie; był również członkiem Komitetu Wojewódzkiego (KW) PPR. Inicjator utworzenia szkoły pielęgniarek w Chełmie. Brał udział w uruchamianiu UMCS w Lublinie. Inicjator założenia i pierwszy prezes Towarzystwa Przyjaciół UMCS. Od 1947 major rezerwy, od grudnia 1948 członek PZPR. W 1951 był przewodniczącym Komisji Budownictwa WRN. Podczas wyjazdu służbowego został zatrzymany przez po-WiN-owski oddział Edwarda Taraszkiewicza „Żelaznego” i zastrzelony. Był odznaczony m.in. Orderem Krzyża Grunwaldu, Krzyżem Oficerskim Orderu Odrodzenia Polski (22 lipca 1949), Złotym Krzyżem Zasługi (8 sierpnia 1946), Srebrnym Medalem Zasłużonym na Polu Chwały (6 września 1946) i pośmiertnie Krzyżem Komandorskim Orderu Odrodzenia Polski (1951).